# Scott Macartney
Scott Macartney, född den 19 januari 1978 i Seattle, är en amerikansk alpin skidåkare. 
Macartney har tävlat i världscupen sedan 1999 och har framför allt tävlat i fartgrenarna Störtlopp och Super G. Totalt har Macartney två placeringar i världscupen men ingen seger.
Macartney har deltagit i två olympiska spel och det bästa resultatet kom vid OS 2006 då han slutade sjua i Super G. Vid VM-sammanhang är det bästa resultatet från VM 2005 i Bormio där han slutade på 28:e plats i Super G.
Vid störtloppstävlingen i Kitzbühel den 19 januari 2008 kraschade Macartney våldsamt och fick föras till sjukhus för vård.